# Macaria notata
Macaria notata, la polilla pavo real, es una polilla perteneciente a la familia Geometridae. Es una especie de amplia distribución en el holártico. Es la variante europea, con especies extralimítrofes en América del Norte, de la especie del Nuevo Mundo Macaria ulserata, las cuales fueron tratados como sinonimia en el pasado.

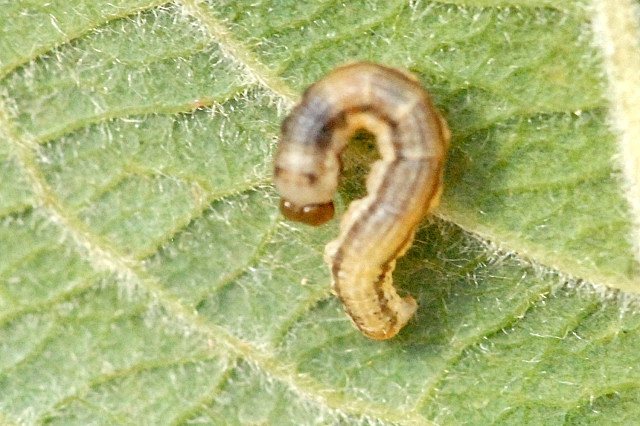
Oruga

## Descripción
Es una polilla mediana con una envergadura de 28 a 32 milímetros (1,1 a 1,3 plg). El ala anterior presenta una pequeña escisión, o al menos es ligeramente sinuosa, en la mitad anterior del margen distal; el primer y el segundo subcostal surgen de la celda. El ala posterior es blanquecina con una ligera capa de color gris ocre, una mancha costal de color óxido distalmente a la línea posmediana del ala anterior y una línea oscura alrededor de la escisión marginal distal. Las marcas oscuras ubicadas distalmente a la mitad de la línea posmediana suelen estar muy bien desarrolladas, pero son variables.

### Especies similares
La combinación de la mancha negra en forma de huella de pata en el centro del ala anterior, moteada de color marrón grisáceo blanquecino, el corte bien definido en la mitad delantera del borde trasero del ala anterior y el ala trasera fuertemente puntiaguda, distingue a la M. notata de otras especies Macaria con la excepción de Macaria alternata. M. notata es por lo general un poco más pálida y con matiz menos gris que M. alternata. La ausencia de una banda subterminal oscura evidente ayuda a distinguir M. notata del M. alternata. Una identificación segura requiere el examen de la morfología genital. Tiene también similitud con las especies Macaria liturata y Macaria signaria.

## Ecología
La polilla vuela de mayo a junio y luego de juio a agosto.
Las orugas se alimentan principalmente de especies abedul.

## Distribución
La polilla se encuentra ampliamente distribuida en Europa Central y del Norte, Transcaucasia rusa, Irán, Issyk Kul, Extremo Oriente ruso, Siberia y Japón en el Paleártico . Se ha descrito al sur de Canadá y en los estados estadounidenses de Washington, Idaho, Montana, Oregón, Colorado, Connecticut, Carolina del Norte, Virginia Occidental, Virginia, Tennessee, Norteamérica y Georgia en el Neártico .